# Nephelaphyllum laciniatum
Nephelaphyllum laciniatum är en orkidéart som beskrevs av Johannes Jacobus Smith. Nephelaphyllum laciniatum ingår i släktet Nephelaphyllum och familjen orkidéer.
Artens utbredningsområde är Sulawesi. Inga underarter finns listade i Catalogue of Life.